# Bob Moore
Bob Moore (* 30. November 1932 in Nashville; † 22. September 2021) war ein US-amerikanischer Studiomusiker, Orchester-Leiter und Bassist.

## Werdegang
Bob Moore zählt zu den bedeutendsten Sessionmusikern der Country-Musik. Bereits am 14. Oktober 1949 nahm er als Siebzehnjähriger an Aufnahmesessions des Countrysängers Little Jimmy Dickens teil, ab 1. Juni 1955 begleitete er als Kontrabassist im Aufnahmestudio Patsy Cline. 1959 holte ihn Bob Foster als musikalischen Leiter für sein Plattenlabel Monument Records. Dort kreierte Moore den Sound für Roy Orbisons Hits. Ab 3. Juni 1959 bis Februar 1966 spielte er bei diesen auch mit und war als Produzent gelistet, Labelchef Foster als Leitender Produzent. Zwischen 1959 und 1961 war Bob Moore unter anderem zu hören bei den Tophits El Paso (Marty Robbins), Teen Angel (Mark Dinning), The Three Bells (The Browns), I’m Sorry, I Want to Be Wanted (beide Brenda Lee), Running Scared (Roy Orbison) und Wooden Heart (Joe Dowell). Zu hören war er auch auf dem Album After the Riot at Newport, das er 1960 für RCA mit The Nashville All-Stars (u. a. mit Boots Randolph, Gary Burton, Hank Garland, Chet Atkins, Brenton Banks, Floyd Cramer) eingespielt hatte.
Zwischen dem 10. Juni 1958 und dem 19. März 1962 war er außerdem an über einhundert Aufnahmen von Elvis Presley beteiligt, darunter A Big Hunk O’Love, Stuck on You, It’s Now or Never, Are You Lonesome Tonight? und Surrender. Insgesamt wirkte Bob Moore innerhalb von 30 Jahren in über 18.000 Aufnahmesessions mit.

## Eigene Hits

Bob Moore: Mexico

Andere berühmte Sessionmusiker wie Chet Atkins (Gitarre) oder Boots Randolph (Saxophon) hatten bereits auch unter eigenem Namen Platten herausgebracht. Deshalb entschloss sich Moore, Ende 1960 wiederum aus berühmten Country-Sessionmusikern ein eigenes Orchester zu rekrutieren. Er formierte das Bob Moore Orchestra, bestehend aus den für den Nashville Sound sorgenden hochqualifizierten Sessionmusikern Harold Bradley und Hank Garland (Gitarre), Komponist Boudleaux Bryant (Rhythmusgitarre), Bob Moore (Kontrabass), Howard Carenter, Lilian Van Hunt und Brenton Banks (Violine), Floyd Cramer (Piano), Marvin Hughes (Marimbas), Boots Randolph (Maraccas), Carl Garvin (Trompete/Klarinette), William McElhiney (Trompete), Buddy Harman (Schlagzeug) und den Anita Kerr Singers als Hintergrund-Chor. Am Aufnahmetag 19. Juni 1961 entstand als erste von 3 Aufnahmen Mexico, das im Juli 1961 als Single veröffentlicht wurde. 
Hiermit glückte Moore ein Nummer-eins-Hit auch in Deutschland. In den USA brachte es die Single auf Rang 7 der Pop-Charts. Die von dem erfolgreichen Country-Autoren Boudleaux Bryant komponierte Platte wurde weltweit zwei Millionen Mal verkauft, davon alleine 500.000 Mal in Deutschland, wofür es eine Goldene Schallplatte vom Musiklabel gab. In deren Folge erreichte er mit zwei weiteren Instrumentalstücken vordere Hitparadenplätze, mit Auf Wiedersehen Marlene 
und Auf meiner kleinen Hacienda. Im Jahr 1962 wurde ihm auch der bronzene Löwe von Radio Luxemburg verliehen, und in den BRAVO-Jahrescharts 1962 erreichte er den 3. Platz. Der mexikanische Mariachi-Sound des Orchesters wurde später von Herb Alpert und seiner Tijuana Brass Band kopiert. 
Bis September 1967 war Moore noch mehrfach mit eigenem Orchester im Tonstudio, konnte jedoch den Erfolg seines One-Hit-Wonders in den USA nicht mehr wiederholen; in Deutschland erreichte er 1964 mit Hooten Trumpet noch einmal Platz 29.

## Wieder Studiomusiker
Später wirkte Moore wieder als Studiomusiker z. B. bei Carl Perkins, The Four Freshmen, Hank Garland, J. J. Cale, Kenny Rogers, Don McLean oder Bob Dylan mit. Er trat aber auch beim Newport Jazz Festival auf und nahm eine Schallplatte mit dem Boston Pops Orchestra auf. Das Magazin Life ernannte ihn in der Ausgabe vom 1. September 1994 zum „Country-Bassisten Nummer-1 aller Zeiten“. Zu diesem Zeitpunkt hatte er sich aber längst aus dem aktiven Musikgeschäft zurückgezogen.
R. Stevie Moore, ein Sohn von Bob Moore, ist ein in den Vereinigten Staaten bekannter Sänger und Songwriter, seine Tochter Linda Fay Moore war 1977 „Miss Tennessee“ und kam unter die Top-10 der „Miss-Amerika-Wahl“. Anfang der 1980er Jahre war sie auch Mitglied einer weiblichen Country-Pop-Band.

## Diskografie (Singles)
Monument Records
- Theme From My Three Sons / Mais Oui! (Monument #45-437), März 1961
- Mexico / Hot Spot (#44-446), Juli 1961
- Auf Wiedersehen Marlene / Ooh La La (#45-457), März 1962
- Flea Circus / Autumn Souvenirs (#45-800), November 1962
- Auf meiner kleinen Hacienda, 1962
- Kentucky / The Flowers of Florence (#45-813), Februar 1963
- Hooten Trumpet / Cologne (#45-834), Oktober 1964

Hickory Records
- Skokiaan / Only the Lonely (Know the Way I Feel) (#45-1357), Dezember 1965
- Hell’s Angels / I Can’t Stop Loving You (#45-1372), Februar 1966
- Elephant Rock / Spanish Eyes (#45-1407), August 1966
- Parade Of The Matadors / Run, Baby (#45-1426), November 1966
- Amigo No. 1 / A White Sport Coat (#45-1437), Februar 1967
- The River / Fastest Guitar Alive (#45-1480), November 1967

## Chartplatzierungen

### Alben
| Jahr | Titel  | Höchstplatzierung, Gesamtwochen, AuszeichnungChartsChartplatzierungen (Jahr, Titel, Platzierungen, Wochen, Auszeichnungen, Anmerkungen) | Anmerkungen |
| Jahr | Titel  | US | Anmerkungen |
| ---- | ------ | --- | ----------- |
| 1961 | Mexico | US33 (18 Wo.)US |             |

### Singles
| Jahr | Titel Album                   | Höchstplatzierung, Gesamtwochen, AuszeichnungChartplatzierungen (Jahr, Titel, Album, Platzierungen, Wochen, Auszeichnungen, Anmerkungen) | Höchstplatzierung, Gesamtwochen, AuszeichnungChartplatzierungen (Jahr, Titel, Album, Platzierungen, Wochen, Auszeichnungen, Anmerkungen) | Anmerkungen           |
| Jahr | Titel Album                   | DE | US | Anmerkungen           |
| ---- | ----------------------------- | --- | --- | --------------------- |
| 1961 | Mexico                        | DE1 Gold · (32 Wo.)DE | US7 (15 Wo.)US | Verkäufe: + 2.000.000 |
| 1962 | Auf Wiedersehen Marlene –     | DE8 (20 Wo.)DE | — |                       |
| 1962 | Auf meiner kleinen Hacienda – | DE8 (8 Wo.)DE | — |                       |
| 1964 | Hooten Trumpet –              | DE29 (12 Wo.)DE | — |                       |